# 书谱
《书谱》，為唐代书法家孙过庭所著的书法理论著作。成书于武后垂拱三年（687年），他亲自以草书书写全书。原本现藏于臺北國立故宮博物院，為中華民國國寶。
《书谱》原书共分六章两卷，第二卷作者尚未完成，现仅存第一卷。宋明清各朝皆有刻本问世。民国初年，延光室首先应用摄影技术，以黑白照片的形式影印出版了《孙虔礼书谱序真迹》的墨迹，此后又应用珂罗版印刷出版发行。北平故宫博物院成立后，也有类似的影印本刊出。
《书谱》对中国书法的影响是非常巨大的，奠定了书法理论的基本框架。其中提到反对写字如同绘画“巧涉丹青功亏翰墨”，认为书法审美观念要“趋变适时”，所谓“质文三变，驰骛沿革，物理常然”，反对把书法当作秘诀，择人而授的保守态度。孫過庭認為習書法應要篆、隸、楷、草四書融合交滙，否則想談書法，是不可能的。「草不兼真，殆於專謹；真不通草，殊非翰札，真以點畫為形質，使轉為情性；草以點畫為情性，使轉為形質。草乖使轉，不能成字；真虧點畫，猶可記文。回互雖殊，大體相涉。故亦傍通二篆，俯貫八分，包括篇章，涵泳飛自。若毫釐不察，則胡越殊風者焉。」
清代思想家、书法家包世臣评价读《书谱》的感想为「余今日不啻亲承狮子吼也」，认为如果不是《书谱》这样明白地把草书笔法流传下来，草书很可能失传。